# Huligennem
Huligennem (stileseret som HULiGENNEM, også Heartbeats Huligennem ApS) er et public service-lydunivers for børn og unge, der blev lanceret 25. november 2024. Bag platformen står Aller Media og Heartbeats, og den er udviklet i samarbejde med bureauet Made By Us, ungdomsmediet Sein og Vi Unge. Platformen fokuserer på de 3-13-årige og har finansiering frem til 2026. I alt har projektet fået en bevilling på 66 mio. kr., der fordeles over tre år: 13,2 mio. kr. i 2024, samt 26,4 mio. kr. i hhv. 2025 og 2026.
Platformen skal sende 20 timers nyproduceret lyd om ugen, herunder mindst 30 minutters nyhedsindhold. Der må ikke være reklamer på platformen, som skal producere indhold inden for kategorierne samfund, kultur, drama, underholdning, viden og musik.
HULiGENNEM blev valgt af Radio- og tv-nævnet blandt tre andre ansøgere; Bundesen Management, Munck Studios og GoLittle.